# Schleid (Rhön)

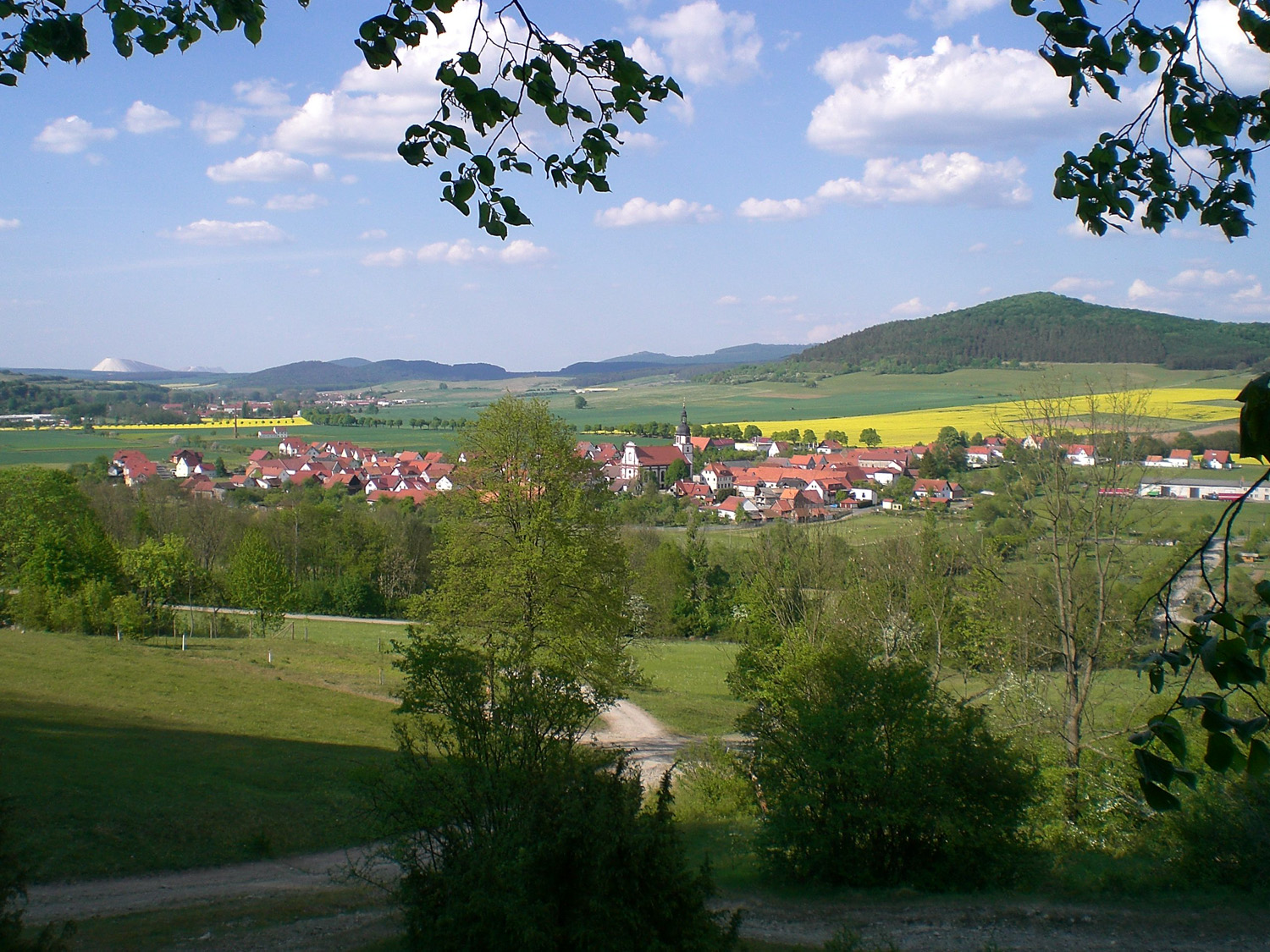
Blick auf Schleid

Schleid ist eine Gemeinde im Wartburgkreis im deutschen Bundesland Thüringen. Erfüllende Gemeinde für Schleid ist die Stadt Geisa.

## Geografie
Die Gemeinde Schleid befindet sich im oberen Ulstertal in der Vorderen Rhön. Sie ist zugleich Teil des Biosphärenreservates Thüringische Rhön.

### Gemeindegliederung
Die Ortsteile der Gemeinde Schleid sind:
- Schleid
- Motzlar mit
  - Röderkirchhof,
  - Unterrothhof und
  - Oberrothhof (zusammen 13 EW)
- Kranlucken
- Zitters (53 EW)

Verfügbare Einwohnerzahlen zum 30. Juni 2009 wurden in Klammer angefügt.
Zur Gemeinde Schleid gehört auch die ursprünglich eigenständige Siedlung Kohlbachshof – im Ergebnis der 1972 abgeschlossenen Zwangsumsiedlung der Einwohner ist dieser Ort zur Wüstung geworden, ebenso der zu Motzlar gehörende Weidhof und der Weiler Langwinden.

### Nachbarorte
Die Gemeinde Schleid grenzt im Westen und Norden an die Stadtteile Apfelbach, Geismar, Wiesenfeld und Bremen der Stadt Geisa, im Osten folgen die Gemeinde Gerstengrund und der Ortsteil Brunnhartshausen der Gemeinde Dermbach sowie der Ortsteil Andenhausen der Stadt Kaltennordheim. Im Süden verläuft die hessisch-thüringische Landesgrenze, Nachbarort ist die Stadt Tann (Rhön) im Landkreis Fulda.

### Berge

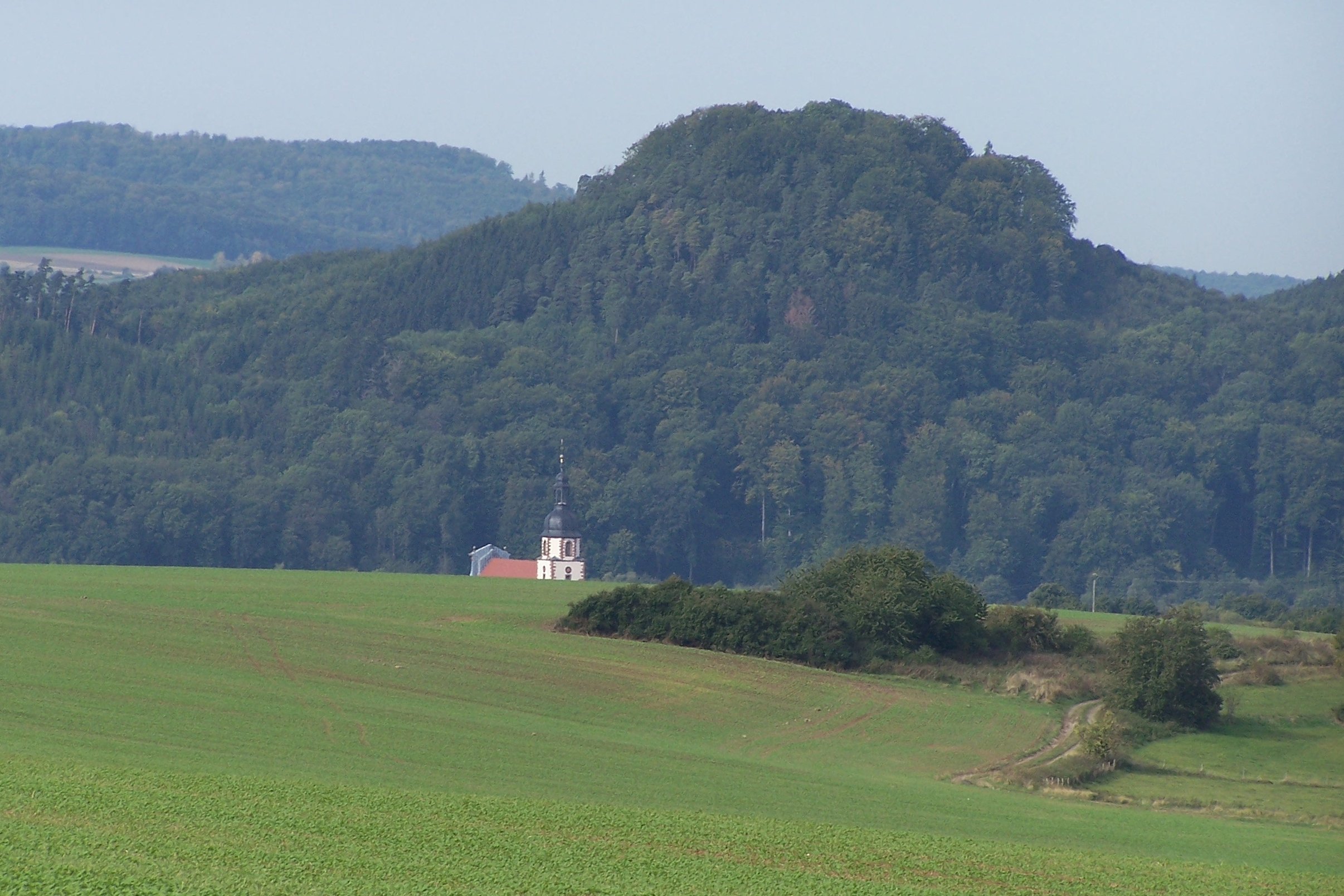
Blick auf Kirchturm und Bocksberg

In der Gemarkung Kranlucken befinden sich die Berge Roßberg (693,6 m ü. NN), Spielberg (488,4 m ü. NN) und Zinkberg (423,1 m ü. NN).

Zur Gemarkung Motzlar zählt man den Rockenstuhl (528,5 m ü. NN) und den Arnberg (440,4 m ü. NN).

Die Gemeinde grenzt zudem an den Bocksberg (422,5 m ü. NN).

### Flüsse
Das Gewässersystem bildet der Fluss Ulster mit den Zuflüssen Apfelbach und Kohlbach.

## Geschichte
Das Dorf wurde im Jahre 1186 als Sleitaha erstmals urkundlich erwähnt. Spätere Erwähnungen sind Sleyta (1442) und Schleida. Es gehörte zum fuldischen Amt Geisa. Im Mittelalter war Schleid der kirchliche Mittelpunkt des Ulstergebiets, noch vor Geisa. Der Ort wurde im 17. Jahrhundert durch eine Hungersnot, Pest und Kriegshandlungen heimgesucht.

### Einwohnerentwicklung
Entwicklung der Einwohnerzahl:
| - Jahr 1823: 1.099 Einwohner (EW), davon: Schleid 254, Motzlar 379, Kranlucken 305, Zitters 70, Oberrothof 22, Unterrothof 19, Langwinden 18, Röderkirchhof 13, Kohlbachshof 12, Hof Rockenstuhl 7. | - Jahr 1874: 1.177 EW - Jahr 1900: 1.168 EW - Jahr 1913: 1.152 EW - Jahr 1995: 1.155 EW - Jahr 2000: 1.174 EW - Jahr 2005: 1.127 EW - Jahr 2010: 1.064 EW - Jahr 2011: 1.028 EW - Jahr 2012: 1.025 EW - Jahr 2013: 1.030 EW - Jahr 2014: 1.007 EW | - Jahr 2015: 1.014 EW - Jahr 2016: 1.015 EW - Jahr 2017: 1.020 EW - Jahr 2018: 1.028 EW - Jahr 2019: 1.019 EW - Jahr 2020: 1.027 EW - Jahr 2021: 1.022 EW - Jahr 2022: 1.012 EW - Jahr 2023: 1.007 EW |

Datenquelle 1823–1913: Staatshandbuch für das Großherzogtum Sachsen-Weimar-Eisenach Datenquelle ab 1994: Thüringer Landesamt für Statistik – Werte vom 31. Dezember

## Politik
Erfüllende Gemeinde für Schleid ist die Stadt Geisa.

### Gemeinderat
Der Gemeinderat von Schleid setzt sich aus 12 Ratsmitgliedern zusammen:
- CDU 12 Sitze

(Stand: Kommunalwahl am 26. Mai 2024)

### Bürgermeister
Die ehrenamtliche Bürgermeisterin Bernadett Hosenfeld (CDU) wurde am 26. Juli 2020 gewählt.

## Kultur

### Regelmäßige Veranstaltungen
Alljährlich wird das Schneefest begangen. Das „Fest Maria Schnee“ in Schleid wurde auf Grund eines Gelöbnisses erstmals am 5. August des Jahres 1626 – also mitten im Dreißigjährigen Krieg – begangen. Es handelt sich um den wohl bekanntesten und volkstümlichsten „Verlobten Tag“ des ehemaligen Hochstifts Fulda. Furchtbar wütete 1626 die Pest im Geisaer Land als Folge von Truppendurchzügen, einer schlechten Ernte im Vorjahr, des Hungers und der Hitze. Nach den Aufzeichnungen des damaligen Schleider Pastors Johannes Gutwein starben in Schleid und Kranlucken, das zu jener Zeit noch zur Pfarrei Schleid gehörte, von Mai bis August 430 Menschen, ein Drittel der Bevölkerung. Als die Not übergroß war, riet Pfarrer Gutwein zu einem feierlichen Gelöbnis an die Gottesmutter, die Patronin der Pfarrkirche. Man wählte hierfür das Fest Maria Schnee am 5. August, das Kirchweihfest der größten römischen Marienkirche Santa Maria Maggiore.
Das Gelöbnis der Schleider und der Kranluckener wurde im „Schneefestbrief“ niedergelegt, der heute noch jedes Jahr am Sonntag vor dem Fest im Gottesdienst verlesen wird. Die sechs Punkte des Briefes besagen, dass das Fest Maria Schnee am 5. August auf ewige Zeiten feierlich begangen werden soll.
Fürstabt Bernhard Schenk von Schweinsberg approbierte dieses Gelöbnis am 16. Mai 1627 und bestimmte, dass genannte Ortschaften „mit keinerlei Beschwerden und Gerichtshändeln“ zu diesem Tag belegt werden dürften. Wie aus den Aufzeichnungen Pastor Gutweins hervorgeht, war die Hilfe des Himmels nach dem Gelöbnis offensichtlich: Die Pest ließ auffallend nach und erlosch zum Jahresende ganz. Als im folgenden Jahr der „Schwarze Tod“ das Dorf Ketten heimsuchte, wurde dort das Fest des alten Pestpatrons Sebastian am 21. Januar „verlobt“. Auch in den anderen Dörfern des Ulstertals machte man nach dem Schleider Vorbild derartige Verlöbnisse. Eine Bekanntheit aber wie das Schleider Schneefest hat kein anderes erlangt.
Traditionell wird das Schneefest einen Tag zuvor in Schleid, Kranlucken und Motzlar um 13 Uhr eingeläutet. Das Verlöbnis sieht vor, dass von da an alle Arbeit in und außer Haus zu ruhen hat. Der Festtag wird um 20 Uhr mit den Kirchenglocken in den drei Orten ausgeläutet.
Die Erinnerung an das eingegangene Verlöbnis von Schleid wird nicht zuletzt auch durch das Schneefestlied von Schleid wachgehalten, welches alljährlich in der Pfarrkirche erklingt (hier die 1. Strophe):
Als in alten Leidenstagen

uns die große Not umfing

und der Tod mit tausend Plagen

rings durch alle Gassen ging,

standest Du uns gnädig bei

auf des Volkes Hilfeschrei:

Heilige Mutter Maria vom Schnee,

heile uns Wunden und Weh.
(Text und Melodie: Ludwig Nüdling, 1874–1947)
Anfang September findet jährlich die Schleider Kirmes statt.

### Sehenswürdigkeiten und Tourismus

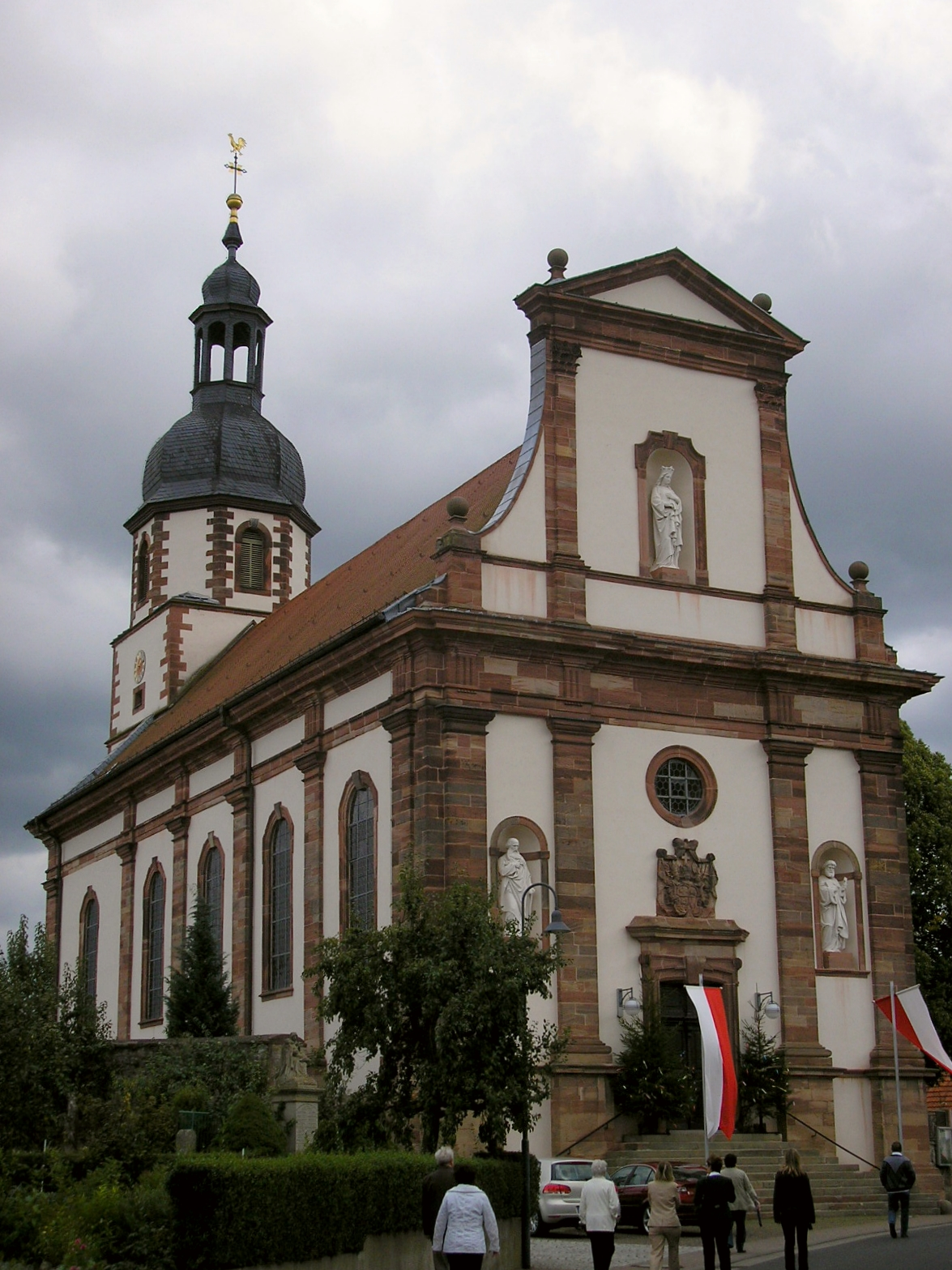
Pfarrkirche von Schleid

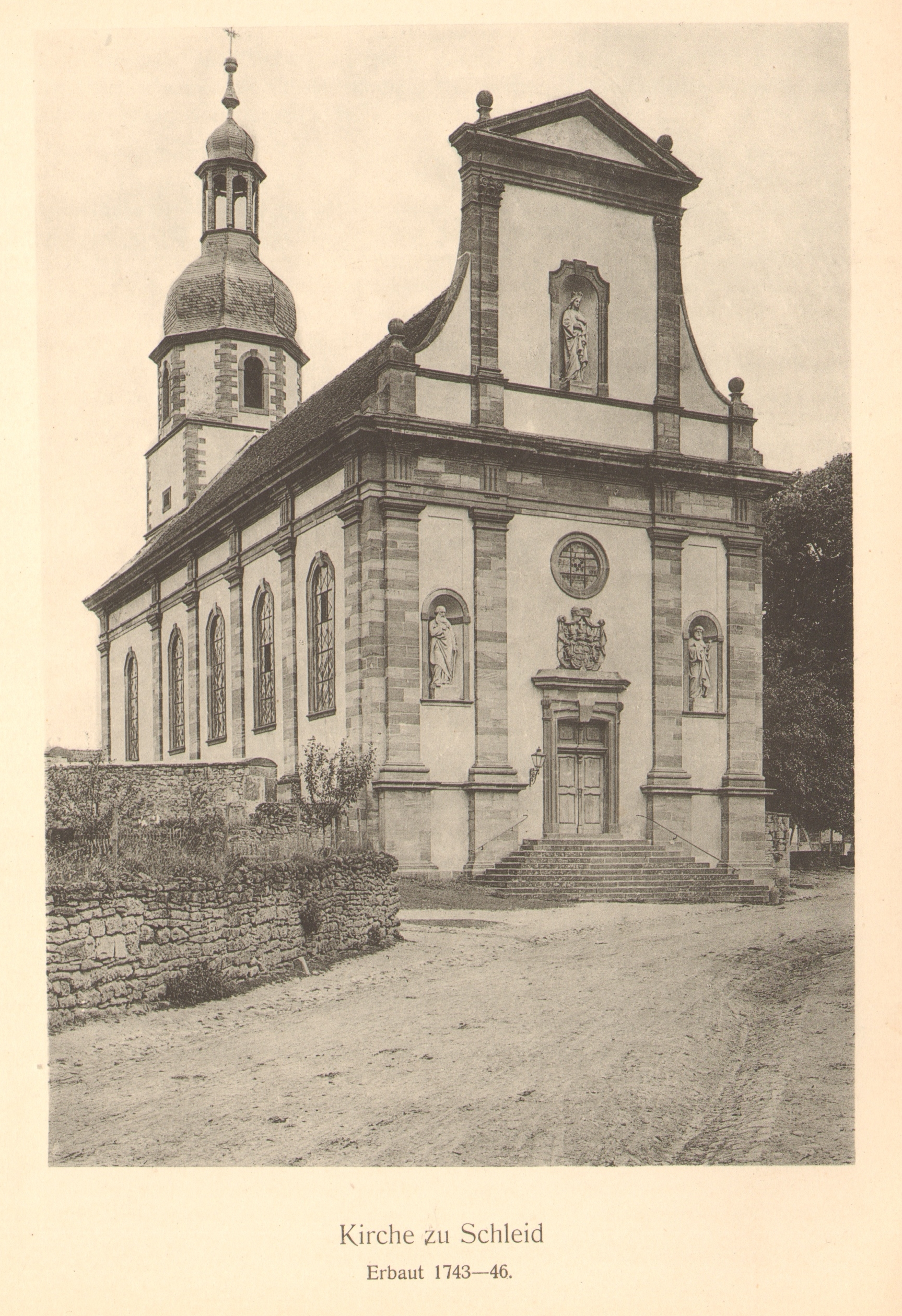
Dorfkirche, etwa 1910

- Die Burgruine und Kapelle auf dem Rockenstuhl bei Motzlar. Die Burg Rockenstuhl war bereits 783 Sitz eines fränkischen Gaugrafen mit Namen Roggo, welcher die als Tullifeld bezeichnete Gegend zu verwalten hatte. Die hochmittelalterliche Burganlage Rockenstuhl wurde 1185 erstmals erwähnt und diente vier Jahrhunderte als Schutzburg und Amtssitz der fuldischen Bischöfe. Die Burganlage wurde bis auf geringe Reste ab 1699 abgetragen, der Amtssitz wurde nach Geisa verlegt.[10]

- Die barocke Pfarrkirche Maria Schnee, die nach dem Entwurf des italienischen Hofarchitekten Andrea Gallasini in den Jahren 1743 bis 1746 unter dem Baumeister Gallus Diemal errichtet wurde. Sie ist ein Nachfolgebau von mindestens zwei Vorgängerkirchen, eine bereits um das Jahr 1327 bezeugt, eine zweite um 1500 erbaut. In dem aus dieser Zeit noch teilweise erhaltenen Turm befindet sich im untersten Geschoss der heute als Sakristei genutzte ehemalige Chor.

- Bildstock im Ort Kranlucken – Der 1972 vom Kohlbachshof abgeräumte Bildstock wurde 1987 bei Kranlucken an der Wegkreuzung nach Motzlar und Märles neu aufgestellt.[11] Der ursprüngliche Standort war bis 1912 am Hof Hochrain, Ortsteil von Gerstengrund. Der auf einer schlanken Steinsäule montierte barocke Bildstein trägt auf der Oberseite ein kleines schmiedeeisernes Kreuz. Der Bildstock zeigt auf der Ostseite die Heilige Dreifaltigkeit, auf der Westseite die Heilige Familie, an den Schmalseiten sind Maria mit dem Kind und Johannes von Nepomuk.

Durch die Gemeinde führen folgende Radwanderwege:
- Der Bahnradweg Hessen führt von Hanau auf ehemaligen Bahntrassen ca. 250 km durch den Vogelsberg und die Rhön und endet in Bad Hersfeld.
- Der Ulstertal-Radweg als Teil des Rhönradwegs. Dieser hat eine Länge von insgesamt 180 km und führt von Bad Salzungen nach Hammelburg, durch alle drei Bundesländer der Rhön: Bayern, Hessen und Thüringen.

## Wirtschaft und Infrastruktur

### Wasser und Abwasser
Die Wasserver- und Abwasserentsorgung wird durch den Wasser- und Abwasserverband Bad Salzungen sichergestellt.

## Historische Persönlichkeiten
- Eugen Büchel (1874–1954), Jesuit, Missionar, Sprachforscher und Ethnologe
- Ludwig Nüdling (1874–1947), katholischer Priester und Heimatdichter